# Stazione di Castellaneta
Stazione di Castellaneta vasútállomás Olaszországban, Puglia régióban, Castellaneta településen.

## Vasútvonalak
Az állomást az alábbi vasútvonalak érintik:
- Bari–Taranto-vasútvonal

## Kapcsolódó állomások
A vasútállomáshoz az alábbi állomások vannak a legközelebb: 
- Stazione di Gioia del Colle
- Stazione di Palagianello